# Luca Tognozzi
Luca Tognozzi (* 3. Oktober 1977 in Florenz) ist ein italienischer ehemaliger Fußballspieler.

## Karriere
Luca Tognozzi begann seine Karriere im Jahr 1996 bei Colligiana Calcio, für dessen Mannschaft er in der fünfthöchsten Spielklasse, der Serie D, auflief. Zwei Jahre später wechselte er zum Amateurverein Castiglionese und unterzeichnete im Folgejahr beim damaligen Drittligisten Montevarchi Calcio Aquila 1902. Dort konnte er sich jedoch nie durchsetzen und erhielt keine Einsätze. Tognozzi kehrte erneut in die Amateurligen zurück und spielte danach für die ASD Fortis Juventus 1909 und die AC Sansovino in der Serie D. Im Sommer 2003 nahm ihn der Viertligist AC Sangiovannese 1927 unter Vertrag, mit dem er in seiner ersten Saison nach einem knappen Erfolg in den Playoff-Spielen gegen die AS Gubbio 1910 den Aufstieg in die nächsthöhere Liga schaffte.
Im Sommer 2005 unterschrieb der Mittelfeldakteur beim Zweitligisten Pescara Calcio. Er erzielte zwei Treffer für die Biancoazzurri und sicherte sich mit dem Team den Klassenerhalt. Daraufhin nahm ihn der Erstligist Reggina Calcio unter Vertrag, bei dem er in der Folgezeit regelmäßig auflief. Im Februar 2009 wurde er von Brescia Calcio verpflichtet. Der Mittelfeldspieler bestritt 18 Ligapartien für Brescia und nahm zum Saisonende mit der Mannschaft an den Playoff-Spielen um den Aufstieg in die Serie A teil. Nachdem das Hinspiel mit einem 2:2-Unentschieden geendet hatte, gewann die AS Livorno das Rückspiel mit 3:0 und sicherte sich somit den Aufstieg.
Nach dem verfehlten Aufstieg in die Serie A unterzeichnete Tognozzi im Juli 2009 erneut beim abruzzesischen Verein Pescara Calcio. Er debütierte am 1. Spieltag der Saison 2009/10 für Pescara, als er beim 2:0-Heimsieg gegen Rimini Calcio in der Startformation stand und die gesamte Partie durchspielte.
Zum Saisonende 2009/10 gelang ihm mit Pescara der Aufstieg in die zweithöchste Spielklasse. In den Play-off-Finals setzte sich die Mannschaft gegen Hellas Verona durch.